# Петер Грау (підводник)
Петер Грау (нім. Peter Grau; 8 березня 1920, Ельмсгорн —  3 липня 1944, Ла-Манш) — німецький офіцер-підводник, оберлейтенант-цур-зее крігсмаріне.

## Біографія
1 жовтня 1938 року вступив на флот. З 2 жовтня 1940 року — 3-й вахтовий офіцер на есмінці «Карл Гальстер». З 8 червня по 25 жовтня 1942 року пройшов курс підводника. З 26 жовтня 1942 року — 2-й вахтовий офіцер на підводному човні U-601. 11 березня 1943 року переданий в розпорядження 11-ї флотилії. З 22 травня 1943 року — 1-й вахтовий офіцер на U-601. 7-15 липня 1943 року пройшов курс позиціонування (радіовимірювання), з 16 липня по 15 серпня — курс командира човна. З 9 вересня 1943 року — командир U-1191. 22 травня 1944 року вийшов у свій перший і останній похід. 3 липня 1944 року U-1191 був потоплений в Ла-Манші південно-західніше Брайтона глибинними бомбами британських есмінців «Онслот» і «Орібі», ескортних міноносців «Бріссенден», «Венслідейл» і «Телібон» та фрегата «Сеймур». Всі 50 членів екіпажу загинули.

## Звання
- Кандидат в офіцери (1 жовтня 1938)
- Морський кадет (1 липня 1939)
- Фенріх-цур-зее (1 грудня 1939)
- Оберфенріх-цур-зее (1 серпня 1940)
- Лейтенант-цур-зее (1 квітня 1941)
- Оберлейтенант-цур-зее (1 квітня 1943)

## Нагороди
- Нагрудний знак есмінця (31 липня 1941)
- Залізний хрест
  - 2-го класу (8 вересня 1941)
  - 1-го класу (1943)
- Нагрудний знак підводника (15 травня 1943)